# Рош-ха-Никра (кибуц)
Рош-ха-Никра (ивр. רֹאשׁ הַנִּקְרָה‎) или Кфар-Рош-ха-Никра (כְּפַר רֹאשׁ הַנִּקְרָה‎) — кибуц в Северном округе Израиля, на границе с Ливаном. Административно принадлежит к региональному совету Мате-Ашер. Основан 6 января 1949 года, население в 2017 году около 1350 человек.

## География
Кибуц Рош-ха-Никра расположен в Западной Галилее и административно относится к региональному совету Мате-Ашер. 
Кибуц находится на берегу Средиземного моря на границе с Ливаном, на высоте 50 м над уровнем моря. Расстояние до ближайших крупных населённых пунктов: Шломи — 5 минут езды, Нахария — 10, Акко — 20. Рядом с кибуцем расположена одноимённая система морских гротов, представляющая собой туристический объект и включённая в природный заповедник Ахзив.

## История
Кибуц основан 6 января 1949 года. Первые бараки для поселенцев были построены на некотором отдалении от современного места расположения Рош-ха-Никры в связи с тем, что эта возвышенность на тот момент контролировалась ливанскими войсками. На современное место кибуц был перенесён в 1950 году, а на месте первых бараков ныне располагается птичник. Кибуцники также использовали для хозяйственных нужд здания расположенного ниже по дороге британского военного лагеря, к тому времени покинутого.
Ввиду близости к границе Рош-ха-Никра неоднократно становилась объектом атак с территории Ливана. В декабре 1974 года в кибуц проник боевик-аквалангист, тяжело ранивший одного из жителей и затем убитый израильскими спецназовцами. В 1988 году на территории кибуца упал снаряд.

## Население
По данным Центрального статистического бюро Израиля, население на начало 2020 года составляло 1 363 человека.
По оценке ЦСБ Израиля, в 2017 году в кибуце проживали около 1350 человек. Население кибуца растёт значительными темпами — по данным переписи населения 2008 года, в нём проживало порядка 1000 человек, а в 1995 году — вдвое меньше.
Медианный возраст жителей кибуца в 2008 году составлял 34 года (35 среди мужчин и 33 среди женщин). 32,5 % жителей были детьми и подростками в возрасте до 17 лет включительно, 10 % — людьми пенсионного возраста (65 лет и старше). Около 63 % жителей в возрасте 15 лет и старше состояли в браке, медианный возраст вступления в брак — 26 лет. В среднем на взрослую женщину приходилось 1,8 ребёнка, средний размер домохозяйства составлял 3,3 человека. В Рош-ха-Никре работают учебные заведения для детей младшего школьного возраста, учащиеся средних и старших классов обучаются в школе соседнего кибуца Гешер-ха-Зив.
Почти 90 % жителей в 2008 году были уроженцами Израиля, большинство остальных прибыли в страну до 1990 года. При этом почти треть взрослого населения кибуца переехала в него в течение пяти лет, предшествующих переписи населения.

## Экономика
Хотя формально Рош-ха-Никра числится кибуцем (то есть коммунальным хозяйством), его хозяйство полностью приватизировано. В Рош-ха-Никре действуют птичник и коровник, выращиваются различные сельскохозяйственные культуры. В кибуце работает растениеведческая лаборатория «Тарбийот РАХАН». Важную роль в хозяйстве играет индустрия туризма, работают ресторан и фуникулёр.
90 % взрослых жителей кибуца в 2008 году были трудоспособны, и все они были трудоустроены. Около 30 % населения было занято в технических и свободных специальностях, 28 % — в торговле и сфере услуг, 16 % — в академических специальностях, около 19 % — в сельском хозяйстве.
В 94 % домохозяйств Рош-ха-Никры в 2008 году имелся персональный компьютер, в 90 % — как минимум один автомобиль (почти в четверти домохозяйств — два и больше). В среднем на домохозяйство приходилось 2,6 сотовых телефона. Средняя плотность жилья составляла 0,9 человека на комнату. Географическое положение кибуца обеспечивает ему статус района национальной приоритетности и населённого пункта на линии конфликта, что означает для его жителей скидку в размере подоходного налога и освобождение от платы за аренду земли при строительстве.